# Abd al-Ilah ibn Ali al-Hashimi
ʿAbd al-Ilāh ben ʿAlī al-Hāshimī (in arabo عبد الإله بن علي الهاشمي‎?, talora scritto Abdul Ilah; Ta'if, 14 novembre 1913 – Baghdad, 14 luglio 1958) è stato un politico iracheno.
Di stirpe hascemita, fu cugino e cognato di Ghāzī, re dell'Iraq, e reggente (in arabo الوصي على عرش‎?, al-Waṣī ʿalā ʿirsh) per conto del re Fayṣal II dal 4 aprile 1939 al 2 maggio 1953, quando Fayṣal divenne maggiorenne. Ebbe anche il titolo di Principe reale d'Iraq dal 1943.

## Biografia

### Giovinezza
Figlio del re ʿAlī b. Husayn dell'Hegiaz, fratello maggiore del re Fayṣal dell'Iraq, al momento in cui suo padre fu detronizzato da ʿAbd al-ʿAzīz b. ʿAbd al-Raḥmān b. Saʿūd (che dette così vita al Regno dell'Arabia Saudita) si trasferì in Egitto con il resto della famiglia.

### Reggenza

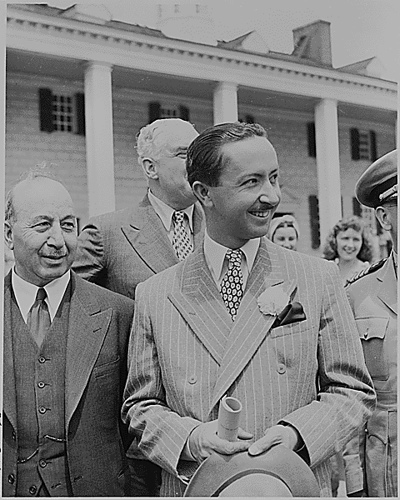
Il principe ʿAbd al-Ilāh dell'Iraq a Mount Vernon.

Tornato in Iraq, assunse il suo ufficio di Reggente alla morte di Ghāzī in un incidente automobilistico ma fu deposto nel 1941 per breve periodo dal Primo ministro Rashīd ʿAlī al-Kaylānī, che aveva partecipato al colpo di Stato militare ostile alla Gran Bretagna e, di conseguenza, favorevole all'Asse nel 1941, nel pieno della seconda guerra mondiale. Fu però reintegrato nel suo alto ufficio da Londra allorché l'esercito britannico ebbe ragione della resistenza dell'assai più debole esercito iracheno nel mese di maggio dello stesso 1941.

### Ultimi anni e morte
ʿAbd al-Ilāh lasciò la reggenza nel 1953, quando Fayṣal II diventò maggiorenne, ma continuò a essere il più stretto consigliere del giovane re e un convinto sostenitore di una politica decisamente filo-britannica. Fu ucciso, con la maggior parte della famiglia reale e con lo stesso sovrano, il 14 luglio 1958, in un colpo di Stato militare condotto dal generale ʿAbd al-Karīm Qāsim che mise fine alla monarchia hascemita irachena.